# Julián Augusto Saldívar
Julián Augusto Saldívar, meglio conosciuto come J. Augusto Saldívar è un centro abitato del Paraguay, situato nel dipartimento Central; la località forma uno dei 19 distretti in cui è diviso il dipartimento.

## Popolazione
Al censimento del 2002 Julián Augusto Saldívar contava una popolazione urbana di 3.977 abitanti (37.374 nell'intero distretto).

## Caratteristiche
Anticamente conosciuta con il nome di Posta Leiva, la località fu elevata al rango di distretto il 15 novembre 1985.
Il distretto di Julián Augusto Saldívar vanta una tra le maggiori produzioni ortofrutticole del Paraguay: vi si coltivano lattuga, crescione cipolle, cavolfiori, bietole e fragole che finiscono in buona parte nei mercati e supermercati della capitale.